# Škoda 36BB
Škoda 36BB (obchodní název E'City 12, varianta s vodíkovým pohonem H'City 12) je nízkopodlažní elektrobus české firmy Škoda Electric, který je vyráběn od roku 2021 s využitím karoserie tureckého výrobce Temsa (platforma elektrobusu Temsa Avenue Electron). Na stejném základě vznikl také trolejbus Škoda 36Tr.

## Konstrukce
Škoda 36BB je dvounápravový třídveřový elektrobus o délce 12 m. Disponuje nízkopodlažní karoserií od turecké firmy Temsa. Výkon elektromotoru činí 160 kW.
Na stejné platformě vznikl také elektrobus s vodíkovým pohonem se stejným označením 36BB. Vůz je vybaven asynchronním elektromotorem o výkonu 160 kW (na přání zákazníka synchronním motorem s permanentními magnety), který je napájen z vodou chlazených palivových článků na střeše o maximálním výkonu 72 kW a z vodou chlazených baterií s kapacitou 22,9 kWh. Baterie jsou nabíjeny z palivového článku, rekuperací brzdné energie nebo externím nabíjením. Na střeše vozidla se nachází také pět lahví s vodíkem, které dohromady obsáhnou 39 kg vodíku při tlaku 350 barů.

## Výroba a provoz

### Elektrobus
Celkem 14 elektrobusů 36BB dodala Škoda Electric na přelomu let 2021 a 2022 Dopravnímu podniku hl. m. Prahy. Zkušební jízdy bez cestujících prvního vozu typu 36BB začaly v září 2021 v Plzni, samotné vozidlo bylo veřejnosti představeno na pražském veletrhu Czechbus v listopadu 2021. Do ověřovacího provozu s cestujícími v MHD v Praze byl první vůz nasazen 17. ledna 2022. Zbylých 13 vozidel převzal pražský dopravní podnik v únoru 2022. V prvních měsících svého provozu se však elektrobusy 36BB potýkaly s množstvím problémů mechanických částí vozidel a po půl roce byla jejich průměrná vypravenost na třech určených linkách pouze 20 %. Ze 14 dodaných vozů tehdy jezdily denně průměrně pouze tři kusy. Za první rok provozu činil průměrný denní počet vypravených vozidel pouze 31,57 % (tj. 4,42 vozu ze 14). Kvůli nedostatečné provozní spolehlivosti a výskytu opakovaných závad odstavil pražský Dopravní podnik v prosinci 2023 všechny vozy z provozu a výrobce v rámci reklamačního řízení přistoupil k opravám všech vozidel najednou. Do Prahy se začaly vracet v květnu 2024, první z nich byly do provozu s cestujícími opětovně zařazeny 20. června 2024. Za necelé první dva měsíce roku 2025 se průměrný denní počet vypravených vozidel zvedl na 78,98 % (tj. 11,06 vozu ze 14).
V srpnu 2022 zvítězila Škoda Electric s modelem 36BB v soutěži na dodávku až 80 vozů s pomalým (nočním) dobíjením pro dopravní podnik v Budapešti.

### Vodíkový autobus

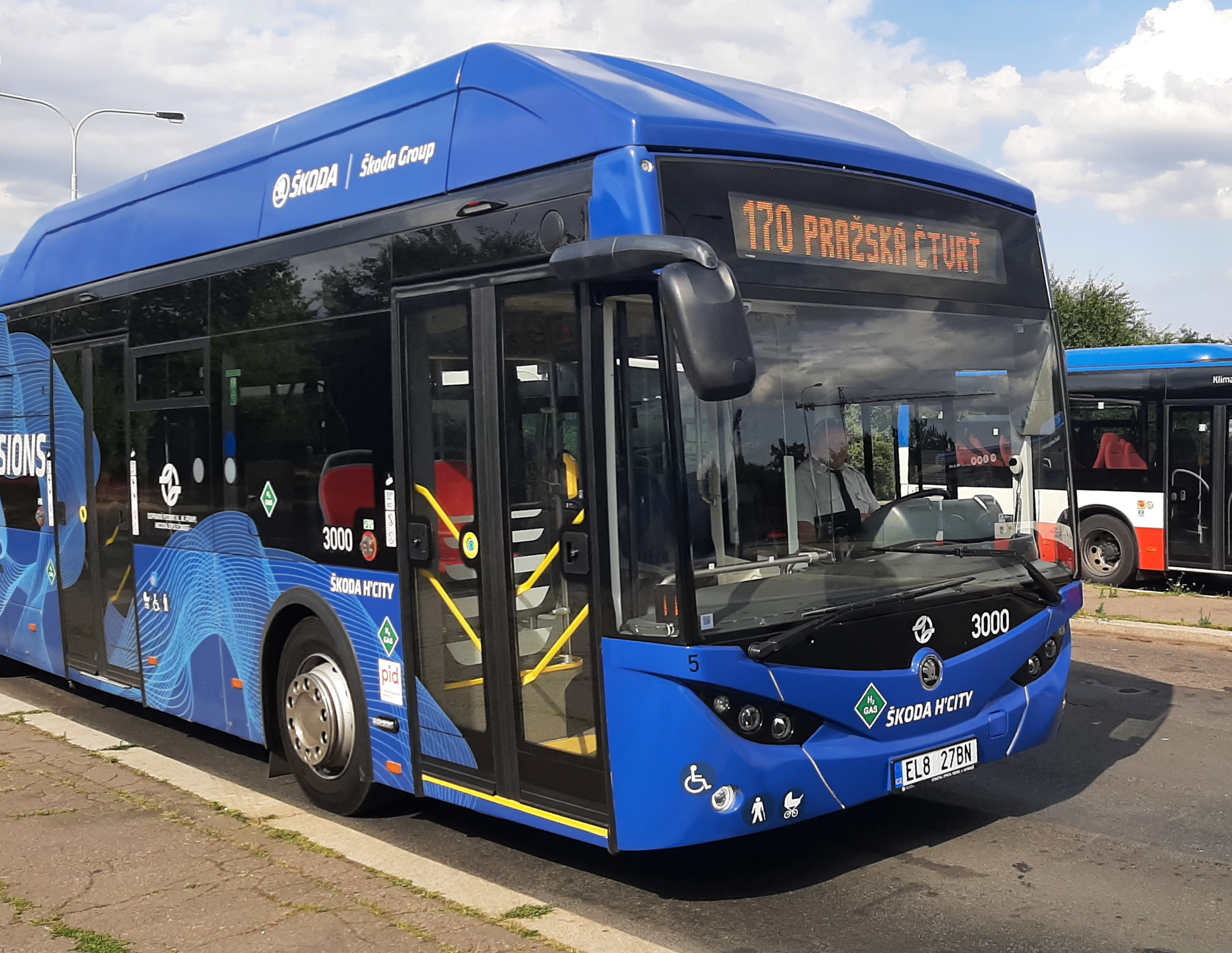
Prototyp vodíkového autobusu Škoda 36BB H’City 12 v Praze

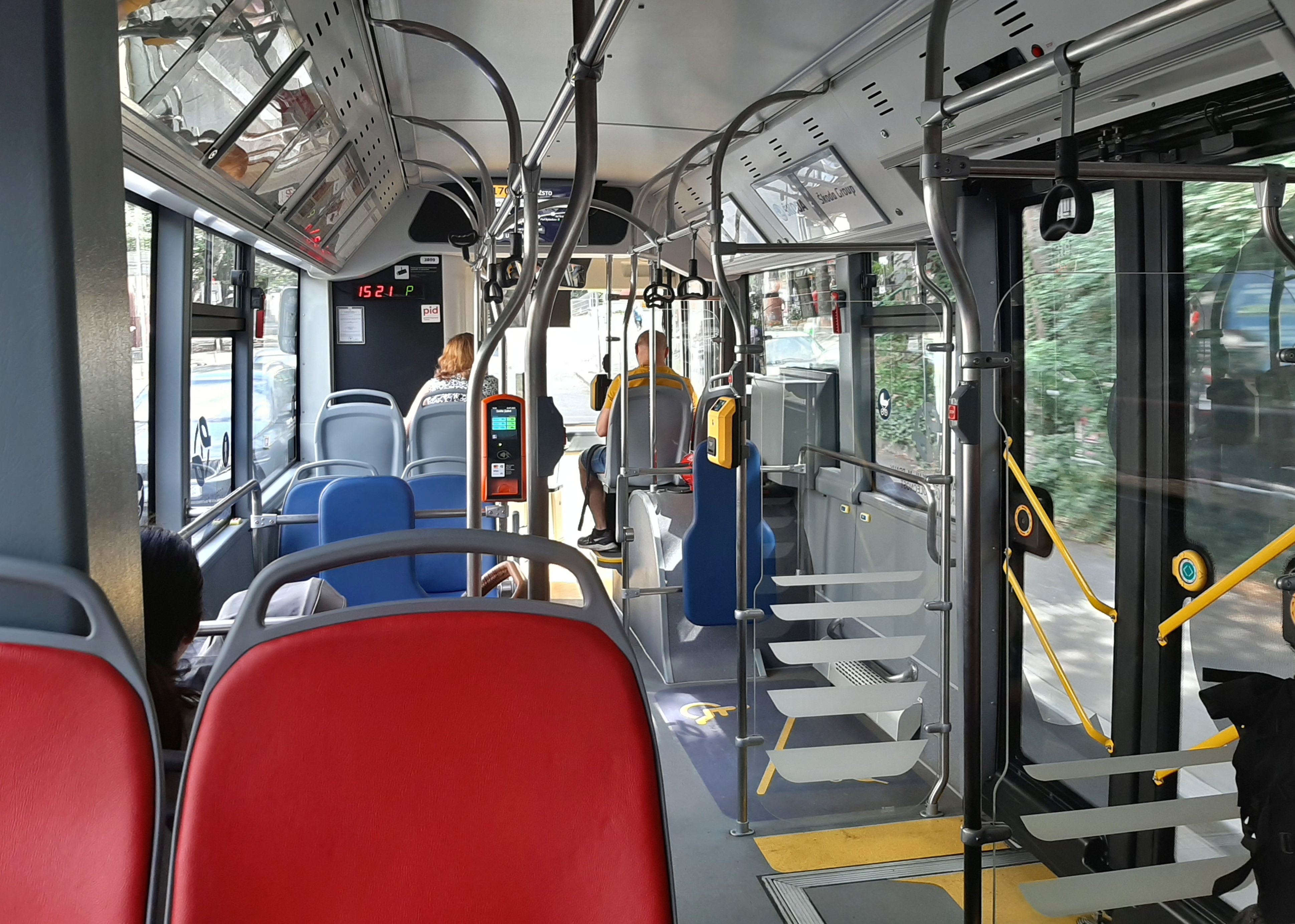
Interiér autobusu Škoda 36BB H’City 12

Roku 2022 byl vyroben prototyp vodíkového elektrobusu, kterému zůstalo původní typové označení Škoda 36BB (byť je někdy označován jako 36FC). Karoserie vozidla byla do plzeňského závodu Škody Electric přivezena v prvním čtvrtletí roku 2022. Dokončován byl během léta a na začátku září 2022 se poprvé rozjel vlastními silami na baterie. Ve stejném měsíci byl premiérově prezentován na veletrhu InnoTrans v Berlíně.
Na podzim 2022 vyhrála Škoda Electric soutěž Dopravního podniku hl. m. Prahy na 24měsíční pronájem vodíkového autobusu (s opcí na dalších 24 měsíců). Vůz 36BB, dodaný v červnu 2023, získal v Praze evidenční číslo 3000. Je určen pro dlouhodobý pilotní provoz (dva roky s možností prodloužení až o další dva roky), jako vhodná byla vybrána linka 170, na níž poprvé s cestujícími vyjel 14. července 2023.